# Mercedes Sanz-Bachiller
Mercedes Sanz-Bachiller Izquierdo (Madrid, 17 de juliol de 1911-Madrid, 11 d'agost de 2007) va ser una dona espanyola, coneguda per haver estat la fundadora de l'Auxilio Social, organització benèfica que va aconseguir una gran rellevància en els primers temps del franquisme, després de la mort del seu primer marit, Onésimo Redondo, fundador de les JONS. Durant el règim franquista va ser procurador en Corts de representació sindical com a Cap de l'Obra Sindical de «Previsión Social», entre 1943 i 1967. Ostentà el títol nobiliari de comtessa de Labajos.

## Biografia

### Joventut i primers anys
Nascuda el 17 de juliol de 1911 a Madrid, va passar la seva infància al poble val·lisoletà de Montemayor de Pililla. Filla de Moisès Sanz Izquierdo i Mercedes Bachiller Fernández, va quedar òrfena de pare a l'edat de tres anys i de mare als catorze. A penes va tenir contacte amb el seu pare, a qui només va veure dues vegades en la seva vida abans que morís; durant els seus primers anys es va criar en un ambient femení. Va assistir a l'escola de Montemayor fins als nou anys, i posteriorment va fer estudis a l'internat del Col·legi de les Dominiques franceses de Valladolid. Criada en un ambient rural i sense manques, al llarg de la seva vida va gaudir d'una extraordinària condició física.. En 1929 va conèixer Onésimo Redondo, amb qui es va casar l'11 de febrer de 1931 en la capella del Palau arquebisbal de Valladolid.
Sanz-Bachiller no va trigar en veure's atreta per l'activitat política del seu marit, fundador de les Juntas Castellanas de Actuación Hispánica (JCAH) i posteriorment de les Juntas de Ofensiva Nacional Sindicalista (JONS).
Onésimo Redondo va morir el 24 de juliol de 1936 durant una emboscada amb milícies republicanes en la localitat segoviana de Labajos. Quan Sanz-Bachiller va tenir coneixement de la notícia, es va desmaiar i fins i tot va acabar perdent el bebè del qual estava embarassada. Va quedar vídua als 25 anys i amb tres fills —Mercedes, Pilar i Onésimo, qui va morir de leucèmia amb 13 anys. Després d'acabada la guerra civil a l'abril de 1939, va contreure matrimoni en segones noces amb Javier Martínez de Bedoya y Martínez-Carande, va tenir una tercera filla el 22 d'agost de 1940 a qui van anomenar Ana María.
| «                  | "...alta, bruna, prima, vestida de dol rigorós, un vel negre sobre els cabells –signe de dolor vigent a Castella–, la jove apareixia en els despatxos dels personatges embolicada en el seu desemparament. Portava en el ventre un fill mort que els metges l'obligaven a guardar fins al terme de l'embaràs, interromput a causa de les penalitats sofertes per la mort del marit..." | » |
| — Mercedes Fórmica | |   |

### Guerra civil
Andrés Redondo, germà d'Onésimo i cap provincial de Falange a Valladolid, la va nomenar cap de la Secció Femenina en la capital val·lisoletana. A l'octubre de 1936 va fundar l'anomenat "Auxilio de Invierno" (després reanomenat com Auxilio Social), i va estar molt identificada amb les Juntas de Ofensiva Nacional Sindicalista (JONS) i amb Manuel Hedilla. L'Auxilio de Invierno, creat sota inspiració del Winterhilfswerk nazi, va ser una institució creada per a ajudar els nens i dones de tots dos bàndols víctimes de la guerra civil espanyola, i el dia 30 d'aquest mes, es van inaugurar els vuit primer menjadors a Valladolid per a cent orfes de guerra. Va tractar de combatre l'avitaminosi en poblacions devastades amb una labor social a base de menjadors gratuïts i guarderies.  
Va existir certa rivalitat entre l'Auxilio Social i la Sección Femenina, aquesta última dirigida per Pilar Primo de Rivera, germana del fundador de la Falange Española.
| «                                              | "...En aquells dies estava a Valladolid Mercedes Sanz-Bachiller, vídua d'Onésimo Redondo, dona dotada de molt bones qualitats i, molt segura de si mateixa, va començar en certa manera a agrupar la Sección Femenina…en un viatge que Mercedes va fer a Alemanya havia estudiat allí l'organització del partit nazi i algunes de les seves facetes, entre aquestes l'“Auxilio de Invierno”, que es va dir després “Auxilio Social”, i el va establir a l'Espanya "alliberada". Va ser, sens dubte, l'“Auxilio Social” una gran obra que va venir a resoldre molts problemes en la rereguarda de la zona revoltada. Més tard va crear també el Servicio Social de la Mujer, que obligava a totes les dones a donar sis mesos de servei a Espanya en menjadors, hospitals, oficines, etc." | » |
| — Pilar Primo de Rivera, Recuerdos de una vida | |   |

Mercedes s'oposava a la mateixa essència de la Sección Femenina tal com la interpretava Pilar Primo de Rivera, acordant en el I Consell Nacional de la Secció Femenina (Salamanca i Valladolid entre el 6 i el 9 de gener de 1937) la incorporació de l'“Auxilio de Invierno” a la Falange, deixant Mercedes com a cap provincial de Sección Femenina i delegada provincial d'“Auxilio de Invierno”. Després de la unificació Pilar imposarà la seva autoritat sobre les dues organitzacions amb les quals va tenir majors dificultats: l'“Auxilio de Invierno” de Sanz-Bachiller i “Frentes y Hospitales”, d'inspiració carlista i dirigida per María Rosa Urraca Pastor. En l'estiu de 1937 va visitar la Alemanya nazi, on va estudiar les institucions de beneficència del Tercer Reich i va ser guardonada amb la Creu Roja alemanya.
Va ser nomenada a l'octubre de 1937 membre de I Consejo Nacional de FET y de las JONS, la primera reunió del qual va tenir lloc el 2 de desembre del mateix any. En 1938 va rebre la Gran Creu de la Gran Orde Imperial del Jou i les Fletxes.La seva labor a l'Auxilio Social fou elogiada per Gregorio Marañón i Alexis Carrel.

### Franquisme
El 9 de maig de 1940, Sanz-Bachiller és substituïda com a delegada nacional de l'Auxili Social per Manuel Martínez de Tena, la nova secretària nacional va ser Carmen de Icaza. Passa a formar part del Consell d'Administració del Institut Nacional de Previsió (INP), organisme que, ja amb anterioritat al Cop d'estat, va ser el promotor de la Seguretat Social.
Durant el franquisme va ser nomenada Procurador en Corts com a Cap de l'Obra Sindical de Previsió Social, des del 16 de març de 1943 fins al 15 de novembre de 1967, durant vuit legislatures.

## Reconeixements
- Gran Creu de la Gran Orde Imperial del Jou i les Fletxes (1938)[20]
- Gran Creu de l'Orde de Cisneros (1961)[21]
- Gran Cruz (amb distintiu blanc) de l'Ordre Civil d'Orde de la Beneficència (1961)[22]
- Banda de l'Orde Civil del Mèrit Agrícola (1967)[23]
- Banda de Dama de l'Orde del Mèrit Civil (1972)[24]